# Neo FreeRunner
Neo FreeRunner (под кодовым названием GTA02) — второй мобильный телефон, разработанный в рамках проекта Openmoko. Это наследник предыдущей модели (Neo 1973), который стал первым в мире массовым Open Source-смартфоном. 
Устройство обладает некоторыми уникальными характеристиками. Позволяет запускать различные дистрибутивы на базе Linux: Android,  Debian,  Gentoo, Arch Linux, GameRunner,  Slackware, OpenWrt, OpenMoko, SHR, QtMoko
Все варианты развиваемой в рамках программы аппаратной платформы устанавливаются в стандартный корпус.
Несмотря на сосредоточение основных усилий разработчиков на поддержке аппаратной платформы  GTA04, до сих пор продолжается поддержка и выпуск новых версий платформы GTA02. На данный момент в продаже доступна редакция 7+. Сообщается, что в ней исправлены все найденные до этого аппаратные проблемы со звонками, звуком и скоростью работы.

## Спецификация
Спецификация Neo FreeRunner во многом повторяет характеристики предыдущей модели (Neo 1973).
- сенсорный экран (размеры: 1.7" x 2.27" / 43 на 58 мм), поддерживающий разрешение 480 x 640 пикселов;
- процессор ARM 9 с 400 МГц;
- 128 мегабайт памяти SDRAM;
- аппаратный графический ускоритель (он не совместим с медленной шиной SD-карты (7M/s), хотя и позволяет запустить QVGA-видео при помощи MPlayer, обеспечивая 21 кадр в секунду);
- два 3D-акселерометра для определения местоположения в пространстве и переключения экрана в нужный режим;
- встроенный модуль GPS для навигации;
- Bluetooth;
- 802.11 b/g WiFi;
- два светодиода для подсветки двух кнопок на корпусе (голубой+оранжевый под кнопкой питания и красный позади дополнительной кнопки);
- 3-диапазонный GSM и GPRS для Северной Америки (850/1800/1900 MHz) и для остального мира (900/1800/1900 MHz)
- USB-хост с 500mA.

В настоящее время начат выпуск платформы GTA04, имеющей следующие отличия:
- процессор 800 MHz TI OMAP3 (ARM Cortex A8) с встроенным графическим ускорителем POWERVR
- объем оперативной памяти увеличен до 512 мегабайт
- USB версии 2.0
- широкий набор опциональных дополнительных модулей, включая радиомодули с поддержкой 3G\UMTS, различные гироскопы и акселерометры, барометр, компас, FM радиоприемник

## Стоимость и покупка
Официальная цена устройства — 399 USD. 
Официальными поставками Neo FreeRunner в Россию занимается компания «ГНУ/Линуксцентр», однако после продажи первой партии повторных поставок не производилось, на данный момент товар отсутствует. Поскольку устройство долгое время не продавалось в России, в декабре 2008 года русскоязычные пользователи Neo FreeRunner собрали информацию о том, где, как и по какой стоимости они приобретали себе это устройство. Она опубликована на wiki.linuxphone.ru.
На 2010 год в европейских интернет-магазинах цена редакции 7+ составляет около 230 USD.